# Lista de séries da TVI
As séries portuguesas produzidas pela TVI estão relacionadas nesta lista, que apresenta: data de início, data de término, quantidade de episódios exibidos, autor e diretor de projeto. Equador é considerada por muitos a maior produção televisiva portuguesa de sempre.

## Década de 1990
| # | Título             | Estreia               | Final            | Temporada(s)               | Estado     | Ref. |
| - | ------------------ | --------------------- | ---------------- | -------------------------- | ---------- | ---- |
| 1 | Trapos e Companhia | 31 de outubro de 1994 | setembro de 1995 | 2 temporadas, 66 episódios | Finalizada | —    |
| 2 | Cluedo             | abril de 1995         | 1995             | 1 temporada, 26 episódios  | Finalizada | —    |

## Década de 2000
| #  | Título                | Estreia                | Final                  | Temporada(s)                 | Estado     | Ref.  |
| -- | --------------------- | ---------------------- | ---------------------- | ---------------------------- | ---------- | ----- |
| 3  | Crianças S.O.S        | 15 de maio de 2000     | 6 de novembro de 2000  | 1 temporada, 26 episódios    | Finalizada | —     |
| 4  | Super Pai             | 25 de dezembro de 2000 | 2002                   | 2 temporadas, 174 episódios  | Finalizada | —     |
| 5  | Bons Vizinhos         | 15 de junho 2002       | novembro de 2002       | 1 temporada, 120 episódios   | Finalizada | —     |
| 6  | A Joia de África      | 29 de setembro de 2002 | 2 de junho de 2003     | 1 temporada, 45 episódios    | Finalizada |       |
| 7  | Ana e os Sete         | 6 de abril de 2003     | 15 de maio de 2004     | 2 temporadas, 104 episódios  | Finalizada | —     |
| 8  | Morangos com Açúcar   | 30 de agosto de 2003   | 15 de setembro de 2012 | 9 temporadas, 2291 episódios | Finalizada | —     |
| 9  | Olá Pai!              | 12 de outubro de 2003  | 21 de agosto de 2004   | 1 temporada, 30 episódios    | Finalizada | —     |
| 10 | Inspector Max         | 14 de março de 2004    | 12 de abril de 2019    | 6 temporadas, 143 episódios  | Finalizada | [ 2 ] |
| 11 | Os Batanetes          | 2004                   | 2005                   | 2 temporadas                 | Finalizada | —     |
| 12 | Os Serranos           | 5 de junho de 2005     | 25 de junho de 2006    | 1 temporada, 38 episódios    | Finalizada | —     |
| 13 | O Clube das Chaves    | 24 de junho de 2005    | 12 de novembro de 2005 | 1 temporada, 21 episódios    | Finalizada | [ 3 ] |
| 14 | O Bando dos Quatro    | 30 de julho de 2006    | 2006                   | 1 temporada, 27 episódios    | Finalizada | [ 4 ] |
| 15 | Detective Maravilhas  | 6 de outubro de 2007   | 9 de fevereiro de 2008 | 1 temporada, 19 episódios    | Finalizada | —     |
| 16 | Campeões e Detectives | 20 de dezembro de 2008 | 2009                   | 1 temporada, 26 episódios    | Finalizada | —     |
| 17 | Equador               | 21 de dezembro de 2008 | 19 de julho de 2009    | 1 temporada, 30 episódios    | Finalizada | —     |
| 18 | Casos da Vida         | 20 de janeiro de 2008  | 1 de março de 2009     | 2 temporadas, 37 episódios   | Finalizada | —     |

## Década de 2010
| #  | Título           | Estreia                | Final                  | Temporada(s)                | Estado     | Ref. |
| -- | ---------------- | ---------------------- | ---------------------- | --------------------------- | ---------- | ---- |
| 19 | Bairro           | 17 de março de 2014    | 3 de abril de 2014     | 1 temporada, 14 episódios   | Finalizada | —    |
| 20 | Portal do Tempo  | 24 de março de 2013    | 17 de dezembro de 2017 | 1 temporada, 26 episódios   | Finalizada | —    |
| 21 | I Love It        | 9 de setembro de 2013  | 23 de Setembro de 2017 | 1 temporada, 215 episódios  | Finalizada | —    |
| 22 | Massa Fresca     | 25 de abril de 2016    | 10 de setembro de 2016 | 1 temporada, 97 episódios   | Finalizada | —    |
| 23 | Onde Está Elisa? | 17 de setembro de 2018 | 20 de março de 2020    | 3 temporadas, 145 episódios | Finalizada | —    |

## Década de 2020
| #  | Título                | Estreia               | Final               | Temporada(s)  | Estado      | Ref. |
| -- | --------------------- | --------------------- | ------------------- | ------------- | ----------- | ---- |
| 24 | Morangos com Açúcar   | 23 de outubro de 2023 | —                   | 4 temporadas, | Em exibição | —    |
| 25 | Vizinhos Para Sempre  | 18 de janeiro de 2025 | 14 de junho de 2025 | 2 temporadas  | Finalizada  | —    |
| 26 | Carlitos e Henriqueta | 18 de abril de 2025   | -                   |               | Em exibição | —    |
| 27 | Batanetes 2025        | 23 de abril de 2025   | -                   |               | Em exibição | —    |
| 28 | Ninguém como Tu       | 2025                  |                     |               |             | —    |